# Захари Сираков
Захари Василев Сираков е бивш български футболист, защитник. Роден е на 8 октомври 1977 г. в Смолян. Родом от село Бърчево. Висок е 181 см и тежи 76 кг. Играл е за Велбъжд (14 мача в А група, 1 мач за купата на страната), Левски (София) (100 мача и 8 гола в А група, 29 мача и 4 гола за купата на страната), Спартак (Плевен) (27 мача и 1 гол в А група, 1 мач за купата на страната), Локомотив (София) (4 мача в А група), Родопа (12 мача в А група, 2 мача и 2 гола за купата на страната), Апоел (Никозия) (Кипър) и Амкар (Перм) (Русия). Шампион на България с Левски през 2000 и 2001, вицешампион през 1998 и 1999, носител на купата на страната през 1998 и 2000, финалист през 1997 г. За Левски в евротурнирите е изиграл 11 мача и е вкарал 1 гол (2 мача за КЕШ, 3 мача за КНК и 6 мача и 1 гол за УЕФА). За националния отбор има 4 мача, а за младежите 15 мача.

## Статистика по сезони
- Велбъжд - 1996/ес. - А група, 14 мача/0 гола
- Левски - 1997/пр. - А група, 15/2
- Левски - 1997/98 - А група, 20/3
- Левски - 1998/99 - А група, 19/1
- Левски - 1999/00 - А група, 29/1
- Левски - 2000/01 - А група, 17/2
- Спартак (Пл) - 2001/02 - А група, 27/1
- Апоел - 2002/ес. - Кипърска първа дивизия, 6/1
- Локомотив (Сф) - 2003/пр. - А група, 4/0
- Родопа - 2003/ес. - А група, 12/0
- Амкар - 2004 - Руска Премиер Лига, 24/3
- Амкар - 2005 - Руска Премиер Лига, 25/1
- Амкар - 2006 - Руска Премиер Лига, 24/1